# Kicker im Kleid
Kicker im Kleid (Originaltitel: The Boy in the Dress) ist ein englisches Kinderbuch aus dem Jahr 2008, verfasst von David Walliams und illustriert von Quentin Blake. Es ist das erste Buch von Walliams, einem Comedy-Schauspieler, der u. a. durch die Serie  Little Britain bekannt wurde. Auf Deutsch erschien das Buch erstmals 2010 in der Übersetzung von Dorothee Haentjes-Holländer.
Das Buch erzählt die Geschichte eines 12-jährigen Jungen, der es liebt gegengeschlechtliche Kleidung anzuziehen, und die der Reaktionen seiner Umwelt. Es ist an junge Leser zwischen acht und zwölf Jahren gerichtet und soll Kindern nahebringen, dass Crossdressing nichts Schlimmes ist, sondern ein harmloser Spaß, für den man sich nicht schämen müsse. Das Buch wurde für das britische Fernsehen verfilmt und am 8. November 2019 hatte das Musical The Boy in the Dress, welches auf dieser Geschichte basiert, seine Premiere im Royal Shakespeare Theatre in Stratford-upon-Avon.

## Handlung
Die Geschichte folgt einem 12-jährigen Jungen namens Dennis und seinem 14-jährigen Bruder John, deren Eltern sich haben scheiden lassen, als Dennis sieben Jahre alt war. Die Kinder blieben beim Vater. Dennis spielt gut Fußball und ist auch der beste im Team. Jedoch vermisst er seine Mutter sehr und findet Trost in einem alten Bild, das seine Mutter in einem gelben Kleid zeigt. Als er das gleiche Kleid auf dem Titelblatt des Modemagazin die Vogue sieht, bestellt er es gleich bei Raj, einem örtlichen Ladenbesitzer. Als sein Vater das Modemagazin findet, ist er außer sich. Sein Bruder John zieht ihn sogleich auf, indem er ihn „Denise“ ruft. Am selben Tag in der Schule erhält Dennis eine Strafe für einen versehentlichen Fußballtreffer in eine Fensterscheibe. Während des Nachsitzens unterhält er sich mit Lisa James, dem schönsten und modischsten Mädchen der Schule. Lisa lädt ihn zu sich nach Hause ein, zeigt ihm ihre Kleiderentwürfe und steckt ihn in Mädchensachen. Als Dennis ein leuchtend blaues Kleid trägt, kommt Lisa auf die Idee Dennis in die Öffentlichkeit mitzunehmen. Sein Alter Ego soll nun „Denise“ sein, eine französische Austauschschülerin, welche nur wenig Englisch spricht. Sie gehen zuerst zu Rajs Eckgeschäft. Raj erkennt Dennis nicht und glaubt tatsächlich eine Denise vor sich zu haben. Durch dieses Erlebnis ermutigt beschließen die Kinder, dass „Denise“ auch mit in die Schule gehen müsse.
Dennis ärgert gleich seine Französischlehrerin, indem er ihren französischen Akzent kritisiert. In der Pause spielt „Denise“ Fußball, rutscht dabei aus und wird als Junge erkannt. Der Schulleiter, Mr. Hawtrey, verweist Dennis aufgrund seiner Mädchenkleidung von der Schule. Darvesh, Dennis’ bester Freund, hält aber zu ihm. Die Schulmannschaft hat am Wochenende ein wichtiges Fußballspiel gegen körperlich weit überlegene Gegner. Ohne Dennis haben sie keine Chance. Zur Halbzeit bitten sie den Direktor, Dennis, ihren besten Spieler doch spielen zu lassen. Er lehnt ab. 4:0 zurückliegend haben sie eine Idee und erscheinen nach der Pause in Mädchenkleidern zusammen mit Dennis. Der Rektor ist außer sich, kann aber nicht die ganze Mannschaft von der Schule verweisen und so gewinnen sie schließlich nach einer Aufholjagd durch ein Elfmetertor von Dennis gegen das rivalisierende Team aus der Maudlin Street. Dennis’ Vater, der das Spiel beobachtet, verzeiht dem erfolgreichen Dennis. An einem frühen Sonntagmorgen wird Dennis plötzlich von Raj benachrichtigt, dass, anstatt wie üblich, diesmal nicht der Schulleiter Mr. Hawtrey seine Sonntagszeitung holt, sondern seine Schwester Doris. Raj merkt an, dass „an ihr etwas Komisches sei“. Lisa und Dennis begeben sich zu dem kleinen Laden und erkennen, dass Doris niemand anderes ist als Mr. Hawtrey, der einen Damenrock und Pumps trägt. Die beiden erpressen nun den Ertappten, jedem von seinen transvestitischen Neigungen zu erzählen, wenn Dennis nicht wieder in der Schule aufgenommen werde, worin Mr. Hawtrey einwilligt.
Am Ende der Geschichte überwinden Dennis, John und ihr Vater den Weggang der Mutter; Dennis und Lisa bleiben Freunde und John achtet sorgsamer auf seinen jüngeren Bruder.

## Rezeption
Die Kritik und die Presse merkten die Resonanz mit Walliams’ eigenem Crossdressing an.  Fridtjof Küchemann schreibt in der FAZ, dass Walliams beherzt sein eigentliches Thema anfasst, ohne es an die ganz große Glocke zu hängen, dabei aber auch keines seiner Themen zu vernachlässigen oder zu unterschätzen.

## Kontroverse
Der Verkauf des Buches The Boy in the Dress in Australien durch den deutschen Konzern Aldi führte im September 2017 zu Kritik einiger Kunden. Da zeitgleich eine offizielle Umfrage zur gleichgeschlechtlichen Ehe stattfand („Australian Marriage Law Postal Survey“), unterstellte ein Kunde, dass dieses Buch die Agenda verfolge, sich an Kinder „heranzumachen und sie zu sexualisieren“, während andere Aldi des „Kindesmissbrauchs“ beschuldigten, verbunden mit einem Boykottaufruf. Andere Kunden verteidigten hingegen das Unternehmen.

## Anspielungen
Dennis’ Vater blaffte seinen Sohn an „... nie wieder Small England, oder was es auch ist!“.
Die Französischlehrerin Miss Windsor verkürzte das Nachsitzen, weil sie gerne zu Hause die aktuelle Folge von Neighbours sehen wollte (in den USA geändert zu The Young and the Restless).

## Veröffentlichungsgeschichte

### Als Buch
Das Buch wurde im Oktober 2008 als Hardcover im Verlag HarperCollins U.K. veröffentlicht. Walliams und sein Comedy-Partner Matt Lucas nahmen noch im selben Jahr ein Hörbuch auf. Die Taschenbuchausgabe folgte im Juli 2013. Der Verlag soll auch Walliams gleich für ein zweites Buch verpflichtet haben.

### Als Film
Der Stoff wurde für BBC One als Fernsehfilm umgesetzt und dort am 26. Dezember 2014 um 18.55 Uhr erstausgestrahlt.
Die Dreharbeiten begannen am 19. Oktober 2014. Die Besetzung, darunter Jennifer Saunders und Kate Moss, wurde zwei Tage darauf verkündet.

### Als Musical
Die Royal Shakespeare Company produzierte für die Winterzeit 2019 in Stratford-upon-Avon ein Musical, das die Geschichte auf Londoner Bühnen brachte (Premiere: 8. November 2019 in Stratford-upon-Avon). Musik und Text stammen von Guy Chambers und Robbie Williams, das Drehbuch von Mark Ravenhill. Regie führt Gregory Doran.